# 親愛なる殺し屋様
『親愛なる殺し屋様』（しんあいなるころしやさま）は、辺天使による日本の漫画作品。『ジャンプSQ.LaB』（集英社）vol.001に掲載された後、『ジャンプSQ.19』（同社刊）2012年冬号に読み切りとして掲載。さらに、『ジャンプスクエア』（同社刊）2012年10月号に読み切りとして掲載された後、2013年11月号から2015年6月号まで連載された。
標的を愛してやまない風変わりな殺し屋・ヤシロが繰り広げる異色コメディ。

## 登場人物

### 主要人物
ヤシロさん
本作の主人公。世界で最も親切かつ礼儀正しく、そして正確無比な殺し屋。直筆の殺人予告をターゲットに渡し、殺し方などを打ち合わせた後に、必ずその方法を遂行するスタイルを持っている。ナイフ使い。モットーは「標的以外は殺さない」「期日までは絶対に殺さない・殺させない」。普段は山奥で暮らし、農事をしていて、ターゲットに農作物を届けたりする。

### ターゲット
増手 一（ますて はじめ）
事故で両親を失った少年。自身も後遺症の両脚マヒに苦しんでいる。叔父によってヤシロさんに暗殺依頼されたが、ヤシロさんとの手紙のやりとりでリハビリに向き合うことになった。
太刻（ふとどき）
太刻会の会長。
ディンゴ
ヤシロさんと同様、ナイフを使う殺し屋。
次苗 慎二（つぐなえ しんじ）
23歳、無職。6件の強盗殺人で手配中だった凶悪犯罪者。逃走中に園児と職員を人質に取り、幼稚園に立て籠もりを決行した。
ニゲロ
コカイン売買をしている組織の長。
十文寺 隼人（じゅうもんじ はやと）
サッカーチーム・サンズ野川の天才エースストライカー。
ドノミッチ・オワリー
(株)タフ・デッセの代表取締役社長。

### その他の人物
七忍 忍（ななしの しのぶ）
殺し屋で、ヤシロさんに殺し屋への道を勧めた張本人。当人は既に引退している。
麻田 真友（まだ まとも）
優秀な女刑事。八手市議のボディーガードの最中、落ち込んだところをヤシロさんの励ましにときめいた。だが、その間に八手市議の暗殺阻止に失敗した。それが原因になり、ヤシロさんへの逮捕に燃えるようになった。
ボブ
数年前にシカゴを震撼させた殺し屋で、超田舎・山野中出署周辺の引っ越し屋でバイトをしている留学生というカモフラージュをしている。
サチ
ヤシロさんに殺しを依頼しようとした小学生。
フク
サチに片想いしていたものの、ついちょっかいを出していた。
和良手 一太（わらて いった）
難病と戦う中学生の少年。

## 書誌情報
- 辺天使 『親愛なる殺し屋様』 集英社〈ジャンプ・コミックス〉、全4巻
  1. 2014年4月9日第1刷発行（4月4日発売[集 1]）、ISBN 978-4-08-880037-0
  2. 2014年9月9日第1刷発行（9月4日発売[集 2]）、ISBN 978-4-08-880182-7
  3. 2015年1月10日第1刷発行（1月5日発売[集 3]）、ISBN 978-4-08-880285-5
  4. 2015年6月9日第1刷発行（6月4日発売）、ISBN 978-4-08-880371-5

## 読み切り
ジャンプSQ.LaB
『ジャンプSQ.LaB』vol.001に掲載された。
ジャンプSQ.19
『ジャンプSQ.19』2012年冬号に掲載された。
ジャンプスクエア
『ジャンプスクエア』2013年11月号に掲載された。